# DECO MLC System
DECO MLC System es una Placa de arcade creada por Data East destinado a los salones arcade.

## Descripción
El DECO MLC System fue lanzado por Data East en 1995
El sistema tenía un procesador ARM trabajando a 7 MHz y para el audio, está destinado el Yamaha YMZ280B corriendo a 14 MHz.
En esta placa funcionaron 4 títulos creados por Data East: Avengers In Galactic Storm / Cosmic Avengers, Dunk Dream '95 / Hoops / Hoops '96, Skull Fang y Stadium Hero '96.

## Especificaciones técnicas

### Procesador
- ARM trabajando a 7 MHz

### Audio
- Chip de sonido :
  - Yamaha YMZ280B funcionando a 14 MHz

## Lista de videojuegos
- Avengers In Galactic Storm / Cosmic Avengers
- Dunk Dream '95 / Hoops / Hoops '96
- Skull Fang
- Stadium Hero '96